# Серпа Пинту
Алеша́ндри Албе́рту да Ро́ша ди Се́рпа Пи́нту (порт. Alexandre Alberto da Rocha de Serpa Pinto; 20 апреля 1846 — 28 декабря 1900, Лиссабон, Португалия) — португальский военный и путешественник.

## Биография
Командированный в Мозамбик, Серпа Пинту совершил путешествие по рекам Замбези и Шире и к озеру Ньяса, посетил Коморские и Сейшельские острова. В 1877 году ему поручено возглавить экспедицию для исследования области между Анголой и Мозамбиком. Он отправился от Бенгелы в район Бие, оттуда через район Кубанго в верховья Замбези, исследовал водопад Виктория, а затем направился через Шошонг в Преторию, куда прибыл в 1879 году. На родине он стал настоящим национальным героем. По оценке Рене Пелисье (Rene Pelissier), он стал «португальским Стенли»: «Серпа Пинту превратился в великого катализатора африканского энтузиазма метрополии, впрочем равнодушной к судьбам своих чиновников и обитателей сертана, живших в безвестности в той же Африке. Увенчав себя славой, …Серпа Пинту стал первым современным португальским путешественником, приобрётшим известность среди широкой международной общественности».
Для исследования области, лежащей к западу от озера Ньяса, Серпа Пинту в 1885 году предпринял экспедицию, которая вдоль берега направилась до Ибо и оттуда продолжила путь внутрь страны, но по болезни должен был вскоре передать начальство своему спутнику Кардозо, который достиг южного берега озера Ньяса и вернулся к устью Замбези.
В конце 1889 года Серпа Пинту предпринял экспедицию к реке Шире, но в 1890 году был отозван, так как его намерение подчинить португальскому владычеству страну Матабеле встретило протест со стороны Англии.
Описание его первых путешествий появилось на нескольких языках; на немецком оно издано Вобезером, под заглавием «Wanderung quer durch Afrika» (Лпц., 1881).